# Megaselia rubicornis
Megaselia rubicornis är en tvåvingeart som först beskrevs av Schmitz 1919.  Megaselia rubicornis ingår i släktet Megaselia och familjen puckelflugor. Inga underarter finns listade i Catalogue of Life.